# Nemovîci, Sarnî
Nemovîci (în ucraineană Немовичі) este localitatea de reședință a comunei Nemovîci din raionul Sarnî, regiunea Rivne, Ucraina.

## Demografie
Componența lingvistică a localității Nemovîci
     Ucraineană (99,47%)
     Alte limbi (0,53%)
Conform recensământului din 2001, majoritatea populației localității Nemovîci era vorbitoare de ucraineană (99,47%), existând în minoritate și vorbitori de alte limbi.